# Eutelsat

Logotipo da Eutelsat.

Eutelsat é a sigla em inglês para European Telecommunications Satellite Organization. A empresa francesa é a terceira maior operadora de satélite no mundo.

## História
A Eutelsat foi fundada em 1982 como uma organização supranacional, através de um acordo de governo entre os 26 países europeus como uma operadora de comunicação por satélite da ESA. A precursora da empresa foi chamada Interim Eutelsat. A sede da Eutelsat está localizada em Paris. A empresa espanhola Abertis detém participação de 8,4% na Eutelsat, a CDC Infrastructure of France (uma subsidiária da Caisse des Depots et Consignations) tem 26,15% de participação e, a China Investment Corporation (CIC) tem 7%. Os restantes 58,45% são free float e negociadas em Euronext. O primeiro satélite da Eutelsat foram os satélites ECS que foram renomeados após um início bem sucedido para Eutelsat I. 
A Eutelsat opera atualmente uma frota de 31 satélites em órbita geoestacionária e em  31 março de 2013 transmitia mais de 4.600 canais de televisão para mais de 200 milhões de lares em TV por assinatura para a Europa, Oriente Médio e África. Os satélites do grupo também prestam serviços de telefonia fixa e móvel, redes corporativas, provedores de serviços de Internet em banda larga, mercados marítimos e em mercados emergentes.

### Liste de satélites ativos
| Posição     | Nome atual            | Nomes antigos                                      | Data do lançamento      | Nota                                                                                                  |
| ----------- | --------------------- | -------------------------------------------------- | ----------------------- | --- |
| 117° Oeste  | Eutelsat 117 West A   | Satmex 8                                           | 26 de março de 2013     | |
| 115° Oeste  | Eutelsat 115 West B   | Satmex 7                                           | 2 de março de 2015      | |
| 113° Oeste  | Eutelsat 113 West A   | Satmex 6                                           | 27 de maio de 2006      | |
| 15° Oeste   | Telstar 12            | Orion 2                                            | 19 de outubro de 1999   | A capacidade do satélite foi alugado pela Eutelsat.                                                   |
| 12,5° Oeste | Eutelsat 12 West B    | Atlantic Bird 2 Eutelsat 8 West A                  | 25 de setembro de 2001  | |
| 8° Oeste    | Eutelsat 8 West B     |                                                    | 20 de agosto de 2015    | |
| 7° Oeste    | Eutelsat 7 West A     | Nilesat 104 Atlantic Bird 7                        | 24 de setembro de 2011  | |
| 5° Oeste    | Eutelsat 5 West A     | Stellat 5 Atlantic Bird 3                          | 5 de julho de 2002      | |
| 3° Leste    | Eutelsat 3B           |                                                    | 26 de maio de 2014      | |
| 7° Leste    | Eutelsat 7A           | Eutelsat W3A                                       | 15 de março de 2004     | |
| 7° Leste    | Eutelsat 7B           | Eutelsat W3D Eutelsat 3D                           | 14 de maio de 2013      | [ 1 ]                                                                                                 |
| 9° Leste    | Eutelsat 9A           | Hot Bird 7A Eurobird 9A                            | 11 de março de 2006     | |
| 9° Leste    | Eutelsat KA-SAT 9A    | KA-SAT                                             | 26 de dezembro de 2010  | |
| 10° Leste   | Eutelsat 10A          | Eutelsat W2A                                       | 3 de abril de 2009      | |
| 13° Leste   | Eutelsat Hot Bird 13B | Hot Bird 8                                         | 4 de agosto de 2006     | |
| 13° Leste   | Eutelsat Hot Bird 13C | Hot Bird 9                                         | 20 de dezembro de 2008  | |
| 13° Leste   | Eutelsat Hot Bird 13D | Hotbird 10 Atlantic Bird 4A Eutelsat 3C            | 11 de fevereiro de 2009 | |
| 16° Leste   | Eutelsat 16A          | Eutelsat W3C                                       | 7 de outubro de 2011    | |
| 16° Leste   | Eutelsat 16C          | SESAT 1                                            | 17 de abril de 2000     | |
| 21,5° Leste | Eutelsat 21B          | Eutelsat W6A                                       | 10 de novembro de 2012  | [ 2 ]                                                                                                 |
| 25,5° Leste | Eutelsat 25B          | Eurobird 2A                                        | 29 de agosto de 2013    | Também conhecido por Es'hail 1.                                                                       |
| 28,2° Leste | Eutelsat 28E          |                                                    | 29 de setembro de 2013  | Este satélite consiste de parte da capacidade do satélite Astra 2E que foi alugado para Eutelsat.     |
| 28,2° Leste | Eutelsat 28F          |                                                    | 28 de setembro de 2012  | Este satélite consiste de parte da capacidade do satélite Astra 2F que foi alugado para Eutelsat.     |
| 28,2° Leste | Eutelsat 28G          |                                                    | 27 de dezembro de 2014  | Este satélite consiste de parte da capacidade do satélite Astra 2G que foi alugado para Eutelsat.     |
| 31° Leste   | Eutelsat 31A          | e-Bird Eurobird 3 Eutelsat 33A                     | 27 de setembro de 2003  | |
| 33° Leste   | Eutelsat 33C          | Eutelsat W1R Eurobird 1 Europesat 1 Eutelsat 28A   | 8 de março de 2001      | |
| 33° Leste   | Eutelsat 33D          | Hot Bird 6 Eutelsat Hot Bird 13A Eutelsat 8 West C | 28 de agosto de 2002    | |
| 36° Leste   | Eutelsat 36B          | Eutelsat W7                                        | 24 de novembro de 2009  | |
| 36° Leste   | Eutelsat 36C          |                                                    | 24 de dezembro de 2015  | Este satélite consiste de parte da capacidade do satélite Express AMU1 que foi alugado para Eutelsat. |
| 48° Leste   | Eutelsat 48A          | Hot Bird 2 Eurobird 9 Eutelsat W48                 | 21 de novembro de 1996  | |
| 48° Leste   | Eutelsat 48D          | Eutelsat W2M Eutelsat 48B Eutelsat 28B             | 20 de dezembro de 2008  | Alugado pelo Ministério da Comunicação e Informação do Afeganistão e renomeado para Afghansat 1.      |
| 53° Leste   | Eutelsat 53A          |                                                    | 21 de outubro de 2014   | Este satélite consiste de parte da capacidade do satélite Express AM6 que foi alugado para Eutelsat.  |
| 56° Leste   | Express AT1           |                                                    | 16 de março de 2014     | A capacidade do satélite foi alugado para Eutelsat.                                                   |
| 70,5° Leste | Eutelsat 70B          | Eutelsat W5A                                       | 3 de dezembro de 2012   | [ 3 ]                                                                                                 |
| 140° Leste  | Express AT2           |                                                    | 16 de março de 2014     | A capacidade do satélite foi alugado para Eutelsat.                                                   |
| 172° Leste  | Eutelsat 172A         | GE-2i AMC-13 Worldsat 3 GE-4i AMC-23 GE-23         | 29 de dezembro de 2005  | |